# توپایپی
توپایپی (انگلیسی: Topaipí) نام یک منطقه مسکونی در کلمبیا است.